# Kevin Phillips (Fußballspieler)
Kevin Mark Phillips (* 25. Juli 1973 in Hitchin) ist ein ehemaliger englischer Fußballspieler. Beim AFC Sunderland hält er den Rekord der meisten erzielten Treffer nach dem Ende des Zweiten Weltkriegs, den zuvor Garry Rowell aufgestellt hatte.

## Spielerkarriere

### Verein
Phillips spielte zu Beginn seiner Karriere auf der Position des rechten Verteidigers. Nachdem der FC Southampton ihn freigab, wurde er vom halb-professionellen Verein Baldock Town verpflichtet. Hier entdeckte man seinen Torriecher und seine außergewöhnliche Ballbehandlung und verschob ihn auf die Position des Stürmers. Dieser Positionswechsel führte dazu, dass Baldock in der Spitzengruppe der Liga zu finden war und auch in Pokalwettbewerben wie der FA Trophy erstaunlich weit kam. Während der Saison 1994/95 wurde er von Glenn Roeders FC Watford beobachtet und am 19. Dezember 1994 von diesem Klub für £10.000 unter Vertrag genommen. Obwohl seine Zeit bei Watford von Verletzungen geprägt war, konnte er zahlreiche Tore erzielen.
In der Saison 1995/96 spielte er gut, war aber sehr zweikampfbetont. Eine Fußverletzung, die er sich gegen Ende der Saison zuzog, hielt ihn ein Jahr vom Fußball fern und als er wieder auf das Spielfeld zurückkehrte befand sich Watford auf einem Platz im Mittelfeld der Second Division. Unmittelbar nach seiner Genesung erzielte er verhältnismäßig schnell vier Tore, drei davon bei einem Hattrick gegen Bristol City, blieb aber für den Rest der Spielzeit torlos. Nach dieser Saison wurde er für £600.000 an den AFC Sunderland verkauft.
„Super Kev“ avancierte schnell zu Sunderlands Held und bildete gemeinsam mit dem irischen Torjäger Niall Quinn eines der gefürchtetsten Sturmduos der Football League. In der Saison 1999/2000 erreichte Phillips den unbestrittenen Höhepunkt seiner Karriere. Mit 30 Toren wurde er zum Premier League Player of the Season gewählt und gewann den Goldenen Schuh, die Auszeichnung für den erfolgreichsten Torjäger Europas. Sunderland belegte in der Tabelle den siebten Platz. Phillips’ Torgefährlichkeit machte ihn zu einer der Schlüsselfiguren in Sunderlands erfolgreichster Saison in der ersten Liga, in der man auch den Erzrivalen Newcastle United in dessen Stadion dank einem Tor von Phillips 2:1 bezwingen konnte. Jedoch hielt Sunderlands Erfolg nicht lange an und nach dem Abstieg des Vereins aus dem Nordosten Englands kehrte er nach Southampton zurück, wo er einst in den Jugendmannschaften seine Karriere begonnen hatte. Er schoss zudem das einzige Tor bei Southamptons Erstrunden-Aus im UEFA-Pokal 2003/04.
Vom gerade abgestiegenen FC Southampton wechselte er am 29. Juni 2005 zu Aston Villa, wo er, mit der Rückennummer 20 ausgestattet, bereits bei seinem Debüt ein Tor erzielte und sich im Folgenden mit dem ebenfalls frisch verpflichteten Milan Baroš im Sturm abwechselte. Nachdem er zum Start der Saison 2005/06 eine Verletzung auskuriert hatte, schoss er sich in die Herzen der Villa-Fans, indem er maßgeblich zum Sieg gegen den Rivalen Birmingham City beitrug.
Nachdem Phillips für Aston Villa in der Rückrunde der Spielzeit 2005/06 eher schwache Leistungen gezeigt hatte, gab es Gerüchte, dass er möglicherweise zu Sunderland zurückkehren könne, da sein ehemaliger Sturmpartner Nial Quinn den Verein als Trainer übernommen hatte. Stattdessen wechselte er am 22. August 2006 zu West Bromwich Albion. Nach Ablauf seines Vertrages unterschrieb er am 8. Juli 2008 einen Zweijahresvertrag bei Birmingham City.
Am 10. Juli 2011 unterzeichnete Phillips einen Vertrag beim englischen Zweitligisten FC Blackpool. Im Januar 2013 wechselte er auf Leihbasis zu Crystal Palace. Am 27. Mai 2013 erzielte er den Siegtreffer zum 1:0 n. V. im Entscheidungsspiel gegen den FC Watford und ermöglichte den „Eagles“ hierdurch den Aufstieg in die Premier League.
Im Januar 2014 wechselte er zu Leicester City.
Phillips beendete seine aktive Karriere im Anschluss an die Saison 2013/14.

### Nationalmannschaft
Trotz seiner Erfolge auf Vereinsebene konnte Phillips in seinen acht Auftritten für die englische Nationalmannschaft kein Tor erzielen, kam bei diesen Spielen aber meistens erst als Einwechselspieler zu seiner Chance. Für England stand er nie die vollen 90 Minuten auf dem Spielfeld.

## Trainerkarriere
Nach seinem Karriereende war Phillips in der Saison 2014/15 Teil des Trainerstabs von Leicester City. Im September 2015 verließ er Leicster und wurde Co-Trainer von Paul Clement bei Derby County, und gehörte in der Folge auch unter dessen Nachfolgern Darren Wassall, Nigel Pearson, Steve McClaren und Gary Rowett zum Trainerstab. Im Juni 2018 verließ er Derby, um unter Rowett Co-Trainer bei Stoke City zu werden. Das dortige Engagement endete bereits im Januar 2019 mit der Entlassung des Trainerstabs.
Im Januar 2022 wurde Phillips Cheftrainer des FC South Shields in der siebtklassigen Northern Premier League. Er führte das Team in der Saison 2022/23 zum Aufstieg in die National League North, verließ den Klub aber unmittelbar mit Saisonende. Im Januar 2024 wurde Phillips als neuer Cheftrainer des Fünftligisten Hartlepool United vorgestellt.